# Anna Ternheim
Anna Alexandra Ternheim, född 31 maj 1978 i Sollentuna, Stockholms län, är en svensk musiker, pianist, gitarrist, sångerska och låtskrivare.

## Biografi
Anna Ternheim växte upp i Sollentuna som dotter till Claes och Britta Ternheim. Hon började spela gitarr och sjunga som 10-åring men fokuserade riktigt på musiken först under gymnasietiden på Rudbecksskolan. Med planen att utbilda sig till arkitekt började hon studera vid Arkitekturskolan KTH, men då hon erbjöds ett skivkontrakt valde hon att lämna studierna efter första terminen 2004 för att i stället ägna sig åt musiken på heltid.

### Musikalbum
Hennes första album, Somebody Outside, gavs ut 2004. Dess singlar To Be Gone, My Secret och Shoreline blev alla framgångsrika på Trackslistan. Den sistnämnda var en cover på en låt med Broder Daniel och låg med på en EP med samma namn med ytterligare fyra covers. Albumet släpptes i två versioner: en begränsad upplaga bestående av en bonus-cd med akustiska versioner av många låtar. 
2005 belönades Ternheim både med P3 Guld-pris i kategorin Bästa Nykomling och med en Grammis som "Bästa Nykomling". 27 september 2006 släpptes hennes andra album, Separation Road, producerat av Andreas Dahlbäck. Även detta album gavs ut som en dubbel med en Naked-version. Hon fick då en hit med första singeln Girl Laying Down som sen följdes upp med Today Is a Good Day. 2007 fick hon P3 Guld-priset för bästa kvinnliga artist. Dessutom belönades hon samma år med två Grammisar, Bästa kvinnliga artist och Bästa textförfattare. Våren samma år släpptes Lovers Dream som tredje singel på EP:n Lovers Dream & More Music for Psychotic Lovers med tre nya spår samt titelspåret, som var omgjord till en duett med Fyfe Dangerfield från det engelska bandet Guillemots.
Under 2007 släpptes hennes debutalbum även i Tyskland, Frankrike, Spanien, Nederländerna, Belgien, Schweiz, Österrike och Italien. Separation Road gavs ut i USA i maj 2008.
Hennes tredje album Leaving on a Mayday spelades in med Björn Yttling som producent och har därför en lite annorlunda ljudbild. Första singeln från albumet, What Have I Done, är en av hennes största listframgångar hittills. Hon bosatte sig i New York för nya intryck och inspiration.
Den 28 oktober 2011 släppte Ternheim sitt fjärde album, The Night Visitor. Albumet är inspelat i Nashville i USA.
För att finna ny inspiration till att göra musik flyttade hon för en tid tillbaka till Stockholm och vistades även några månader i Buenos Aires. Den 13 november 2015 släppte Ternheim sitt femte album, For The Young, följd av en lång europeisk turné våren 2016.
2017 släppte hon sitt sjätte album All the way to Rio, och 2019 kom hennes sjunde album A space for lost time, där hon bland annat samarbetat med Björn Yttling.

### Övrigt
Den 10 december 2015 uppträdde  Anna Ternheim vid Nobelfesten i Stockholms stadshus med en egen version av Backstreet Boys "Show Me the Meaning of Being Lonely".
Ternheim har även gjort filmmusik till exempelvis den franska tv-serien Suspectes (2007), serien med Wallander-produktioner (2009), Grey's Anatomy (2012) och tyska långfilmen Agnes (2015). 2013 producerade hon den svenska trion Vidars självbetitlade debutalbum i Dreamland Recording Studios i Hurley.
Dokumentärfilmen Anna Ternheim – Syrsor & cigaretter (2012) sändes på Sveriges Television och kretsar kring arbetet med The Night Visitor.
Den 19 november 2024 släpps musikdokumentären Anna Ternheim - med musiken som dagbok på Sveriges Radio P3.

## Utmärkelser
- 2005 – P3 Guld-priset i kategorin Bästa nykomling
- 2005 – Grammis i kategorin Bästa nykomling
- 2007 – P3 Guld-priset i kategorin Bästa kvinnliga artist
- 2007 – Grammisar i kategorierna Bästa kvinnliga artist och Bästa textförfattare.
- 2009 – Grammisar i kategorierna Årets album (för Leaving on a Mayday) och Årets kvinnliga artist.

## Diskografi

### Album
- 2004 – Somebody Outside
- 2006 – Separation Road
- 2008 – Halfway to Fivepoints (endast släppt i USA)
- 2008 – Leaving on a Mayday
- 2011 – The Night Visitor
- 2015 – For the Young
- 2017 – All the Way to Rio
- 2019 – A Space For Lost Time
- 2025 – Psalmer från sjunde himlen

### EP
- 2004 – I'll Follow You Tonight
- 2004 – To Be Gone
- 2005 – My Secret
- 2005 – Shoreline
- 2007 – Anna Ternheim
- 2007 – Lovers Dream & More Music for Psychotic Lovers med Fyfe Dangerfield från Guillemots
- 2012 – Anna & Ferg med David Ferguson

### Singlar
- 2004 – To Be Gone
- 2005 – My Secret
- 2005 – Shoreline
- 2006 – Girl Laying Down
- 2007 – Today Is a Good Day
- 2008 – What Have I Done
- 2009 – No, I Don't Remember
- 2009 – Make It on My Own
- 2024 – Nära dig
- 2024 – Orkanen
- 2024 – Enkelhet

### Samarbeten
Joakim Thåström 2009 – Kärlek är för dom, sång på titelspåret Kärlek är för dom.
kent 2016 – Då som nu för alltid, sång på Nattpojken & Dagflickan.